# Đurđevo (Žabalj, Srbija)
Đurđevo (ćir.: Ђурђево, mađ.: Sajkásgyörgye, rusinski: Дюрдьов) je naselje u općini Žabalj u Južnobačkom okrugu u Vojvodini.

## Stanovništvo
U naselju Đurđevo živi 5.137 stanovnika, od toga 3.872 punoljetna stanovnika, a prosječna starost stanovništva iznosi 37,1 godina (35,7 kod muškaraca i 38,5 kod žena). U naselju ima 1.638 domaćinstavo, a prosječan broj članova po domaćinstvu je 3,14.
Prema popisu stanovništva iz 1991. godine u naselju je živjelo 4.517 stanovnika.
| Etnički sastav 2002. |            |        |
| Narod                | Stanovnika | %      |
| Srbi                 | 3.538      | 68,87% |
| Rusini               | 1.197      | 23,30% |
| Romi                 | 131        | 2,55%  |
| Jugoslaveni          | 61         | 1,18%  |
| Mađari               | 46         | 0,89%  |
| Hrvati               | 26         | 0,50%  |
| Slovaci              | 18         | 0,35%  |
| Rumunji              | 7          | 0,13%  |
| Muslimani            | 7          | 0,13%  |
| ostali               | 23         | 0,45%  |
| nepoznato            | 24         | 0,46%  |

| broj stanovnika | 5008  | 4819  | 4669  | 4531  | 4668  | 4517  | 5137  |
|                 | 1948. | 1953. | 1961. | 1971. | 1981. | 1991. | 2001. |

## Vanjske poveznice
- Karte, udaljenonosti, vremenska prognoza  Arhivirana inačica izvorne stranice od 1. listopada 2007. (Wayback Machine)
- Satelitska snimka naselja
- Informacije o naselju  Arhivirana inačica izvorne stranice od 4. prosinca 2008. (Wayback Machine)